# Persival
 (août 2013).
Persival est un programme de recherche et de développement, auquel ont participé, à ses débuts en 1986, l'École nationale d'équitation (ENE), l'École nationale de l'aviation civile (ENAC), et l'Association pour la formation et l'action sociale dans les écuries de courses (AFASEC). Cet acronyme est issu de « Programme d'étude et de recherche sur la simulation du cheval ». Les développements successifs ont été réalisés par les membres de l'association Persival.

## Objectifs
- Permettre l'étude des allures du cheval, des actions du cavalier, et de leurs interactions,y compris à l'égard d'une visualisation,comme par exemple un parcours d'obstacles.
- Développer une gamme de simulateurs répondant aux besoins très variés des cavaliers et des jockeys.

## Simulateurs
Il existe plusieurs modèles :
- Persival IIB : cheval mécanique à six degrés de liberté et équipé de capteurs lui permettant de réagir face aux demandes du cavalier.
- Sinival I : doté d'allures de trot et galop, il est également utilisé pour la voltige.
- Sinival II : doté de capacité de trot, galop et saut, il réagit via six capteurs aux actions du cavalier.
- Sinival 3 D : utilisé principalement pour le saut d'obstacles.
- Jipsy
- Sidoval/Ludival

Les simulateurs sont connectés à une simulation visuelle via un grand écran ou un casque immersif dont un simulateur pour chef de piste de concours de saut d'obstacles appelé SimPiste.
Persival IIB peut être paramétré pour simuler différentes personnalités et caractéristiques des chevaux : monture nerveuse, calme, déhanchement, sensibilité aux aides du cavalier, ... Il simule les changements d'allures et le passage des terrains différents comme la montée ou la descente. L'amplitude et la cadence des foulées et l'équilibre du cheval sont modifiés en fonction des ordres donnés par le cavalier. Grâce aux capteurs, les actions du cavalier sont aussi enregistrées de manière précise, permettant à ce dernier de mieux percevoir ses défauts comme par exemple une asymétrie involontaire dans l'action des rênes.
Un des objectifs du projet est de constituer une bibliothèque du comportement de chevaux de haut niveau et ainsi de permettre au cavalier de monter des chevaux remarquables.

## Avantages et limites
Les simulateurs sont des outils qui permettent l'étude des interactions physiques d'un cavalier sur un cheval. La compréhension des contraintes que fait peser un cavalier sur le cheval permettent ainsi une approche de l'équitation qui préserve mieux l'intégrité physique de la monture. Persival est un outil de recherche qui contribue à l'amélioration de la pratique équestre.
Les simulateurs permettent aussi une première approche de l'équitation pour des personnes qui craignent de monter sur un cheval ou qui désirent une sécurité absolue.
La limite principale de ces simulateurs est qu'ils reproduisent un comportement mécanique et stéréotypé du cheval. Le cheval mécanique ne bouge pas au montoir, il n'a peur de rien, il ne se dérobe pas devant un obstacle ou ne se défend pas. Or, l'équitation est d'abord une communication entre deux individus, un homme et un cheval, qui ont chacun des désirs et des sentiments différents. En ce sens, si Persival peut aider à corriger certains défauts de position d'un cavalier, sa vocation pédagogique reste limitée. Sa nature mécanique ne reproduit qu'une petite partie du comportement d'un cheval. Par comparaison, un simulateur d'avion est capable de modéliser une bien plus grande portion de la réalité d'un avion qu'un simulateur de cheval ne pourra jamais le faire pour un équidé.
La qualification, "comportement mécanique et stéréotypé" s'applique naturellement à des appareils d'entrée de gamme, il s'agit en réalité plus de stimulateurs que de simulateurs. Ces derniers, interactifs et programmables, permettent une grande diversité: de tempéraments et de comportements de chevaux, de réactions différenciées aux aides et aux stimuli extérieurs.